# Medal of Honor : En première ligne
Medal of Honor : En première ligne (Medal of Honor: Frontline en anglais) est un jeu vidéo développé par EA Los Angeles et édité par Electronic Arts. Il s’agit d’un jeu de tir à la première personne sorti en mai 2002 sur PlayStation 2, puis sur GameCube et Xbox et disponible sur PlayStation 3 avec le jeu Medal of Honor. Il fait partie de la série Medal of Honor.
Le joueur incarne le lieutenant Jimmy Patterson, également le héros du jeu Medal of Honor, sorti en 1999.

## Histoire
L'histoire commence le 6 juin 1944, à Omaha Beach. Jimmy Patterson et ses camarades avancent vers la plage dans une péniche quand leur navire est détruit par un obus. 
Jimmy se fraye un passage à travers la plage avant de pénétrer dans un bunker allemand. La mission se termine quand Jimmy retrouve son capitaine après avoir détruit le bunker. À noter que pour cette mission en particulier, les développeurs se sont inspirés du film Il faut sauver le soldat Ryan (Saving Private Ryan) de Steven Spielberg, sorti en 1998.
En août, Jimmy a pour mission de détruire des U-Boot en Bretagne. Il est parachuté au petit village de Saint-Mathieu, où la 101e division aéroportée combat les Allemands.
Il s'introduit discrètement dans un sous-marin allemand qui le mènera à Lorient.
Une fois arrivé au chantier naval de Lorient, Jimmy pose une bombe dans le sous-marin avant d'en sortir.
Quand Jimmy arrive sur les toits du chantier naval, le sous-marin explose, déclenchant l'alerte. Jimmy traverse le chantier naval, tuant de nombreux soldats allemands au passage. 
Avant de détruire le dernier U-Boot, il rencontre Rudolf von Sturmgeist, un officier SS allemand haut-placé.
Plus tard, le colonel Hargrove apprend à Jimmy qu'un résistant néerlandais, Gerritt, est prisonnier dans un luxueux manoir allemand. Jimmy doit donc prendre part à l'opération Market Garden pour le sauver. Jimmy et son ami, le caporal Barnes, sont parachutés en pleine campagne néerlandaise, où de nombreux Panzers se trouvent. Une fois la campagne traversée et les Panzers détruits, Jimmy se rend dans une ville où un résistant néerlandais l'attend dans un café nommé le Lion d'or. Jimmy rencontre un autre résistant néerlandais avec qui il neutralisera les véhicules allemands. Déguisé en officier allemand, Jimmy s'infiltre au Lion d'Or, trouve le résistant et prend une voiture qui le mènera au manoir. Toujours déguisé, Jimmy entre dans le manoir où un soldat le repère, le soldat tente de sonner l'alarme mais Jimmy l'abat. Après une lutte acharnée contre les soldats allemands, Jimmy trouve Gerritt et s'échappe avec lui dans une voiture prise à l'ennemi.
Dans le QG, le chef explique à Jimmy que les documents montrent la création d'un nouveau chasseur à réaction. Le prototype devrait se trouver dans une base secrète d'Allemagne, à Gotha. Ce chantier serait dirigé par un chef nazi, Sturmgeist. Il devra donc passer en Allemagne, neutraliser Sturmgeist, envoyer un signal pour que les bombardiers puissent détruire la base et, s'il le peut, voler le prototype et le ramener.
Jimmy retrouve ensuite Barnes devant le pont de Nimègue, après avoir traversé le pont, il entre dans une ville dans un véhicule de la Croix-Rouge. Jimmy détruit des barrages routiers et se rend ensuite à Arnhem, une ville dévastée par la guerre, où il doit trouver un résistant néerlandais qui va lui permettre se s'infiltrer en Allemagne.
Après, il arrive dans une gare qui va être rasée le soir même. Il s'y infiltre sous un uniforme allemand et va dans le train de Sturmgeist. Une fois dans le train, il détruit d'autres trains qui le poursuivent puis arrive jusqu'à Sturmgeist qui arrive à s'enfuir et le laisse non loin de Gotha, un complexe industriel. Après avoir trouvé un moyen pour s'y rendre, il se retrouve dans la base, dans un conduit d'aération. Après avoir saccagé la base, il fait un tour dans la galerie minière pour se retrouver dans le complexe secret. Après avoir lancé un appel pour le bombardement, il trouve Sturmgeist, le neutralise, puis vole le prototype.